# Список глав государств в 62 году
| 61 ← Список глав государств по годам → 63 |

## Африка
- Мероитское царство:
  - Аманитенмемиде, царь  (ок. 47 — ок. 62)
  - Аманикаташан, царица (ок. 62 — ок. 85)

## Азия
- Адиабена — Монобаз II, царь (ок. 55 — сер. 70-х)
- Анурадхапура — Субхараджа, царь (60 — 66)
- Армения Великая:
  - Тигран VI, царь (58 — 62)
  - Трдат I, царь (53 — 54, 55 — 58, 62 — 88)
- Армения Малая — Аристобул Халкидский, царь (54/55 — 72)
- Иберия — Митридат I, царь (58— 106)
- Китай (династия Восточная Хань) — Мин-ди (Лю Чжуан), император (57 — 75)
- Коммагена — Антиох IV,  царь (38 — 40, 41 — 72)
- Корея (Период Трех государств):
  - Когурё — Тхэджохо, тхэван (53 — 146)
  - Пэкче — Тару, тхэван (29 — 77)
  - Силла — Тхархэ, исагым (57 — 80)
- Кушанское царство — Куджула Кадфиз, царь (ок. 30 — ок. 80)
- Набатейское царство — Малику II, царь (40—70)
- Осроена — Ману VI, царь (57 — 71)
- Парфия — Вологез I,  шах (51 — 78)
- Понтийское царство:
  - Полемон II, царь (38 — 62)
  - в 62 году стал провинцией Римской империи
- Сатавахана:
  - Мандилака Сатавахана,  махараджа (57 — 62)
  - Пуриндрасена Сатавахана,  махараджа (62 — 83)
- Харакена — Аттамбел IV,  царь (54/55 — 63/64)
- Хунну — Ди, шаньюй (59 — 63)
- Элимаида — Ород II,  царь (ок. 50 — ок. 70)
- Япония — Суйнин, тэнно (император) (29 до н. э. — 70 н. э.)

## Европа
- Боспорское царство — Котис I, царь (45 — 63)
- Дакия — Скорило, вождь (29 — 68)
- Ирландия — Эллим мак Конрах, верховный король (56 — 76)
- Римская империя:
  - Нерон, римский император (54—68)
  - Публий Марий, консул (62)
  - Луций Афиний Галл, консул (62)

## Галерея

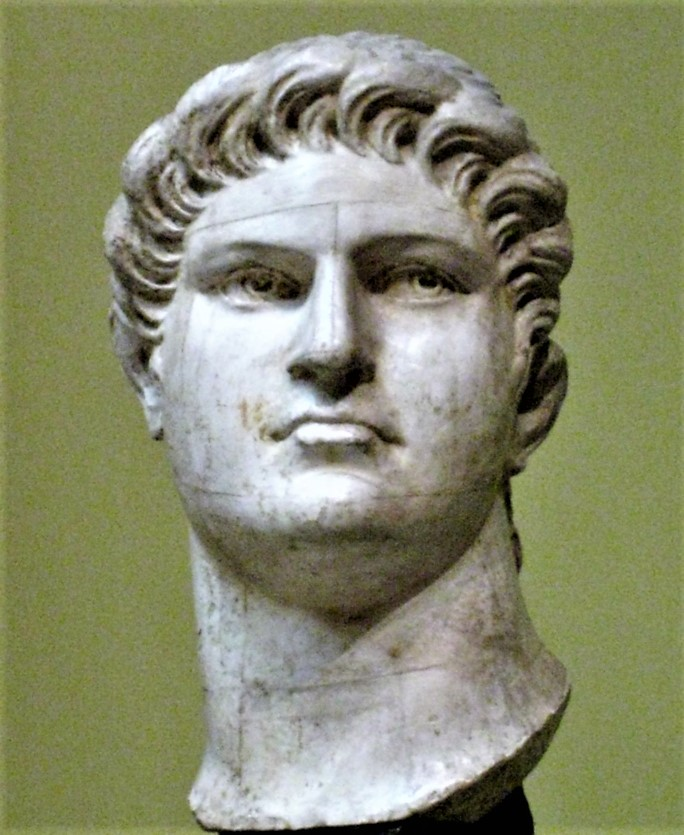
Нерон 54—68 Император Римской империи
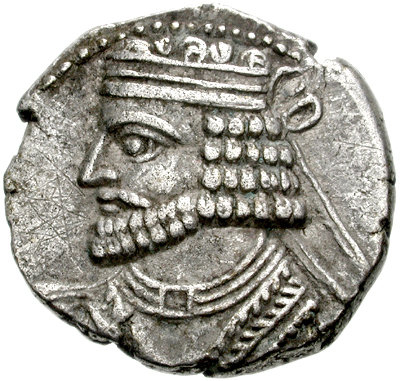
Вологез I 51—78 Шах Парфии
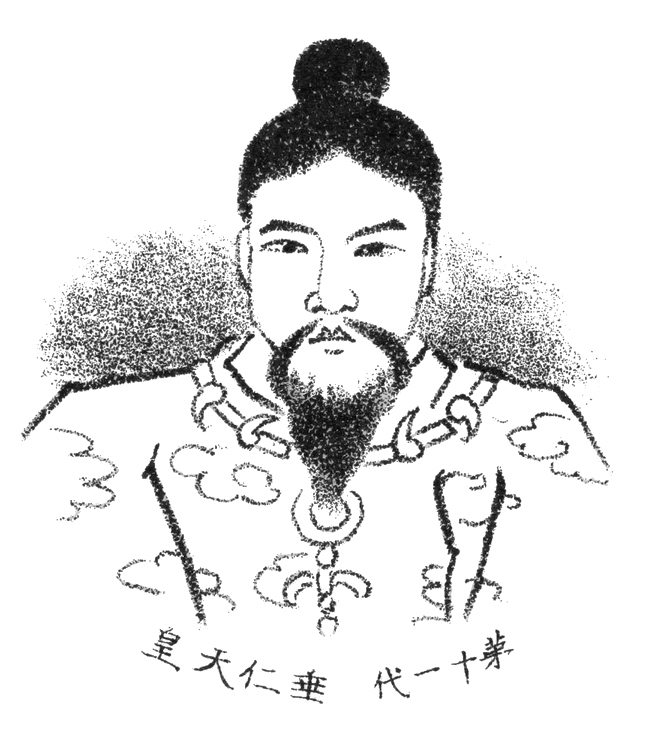
Суинин 29 до н.э.—70 Император Японии
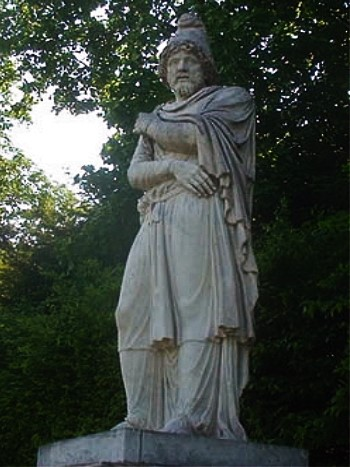
Трдат I 53—54, 55—58, 62—88 Царь Великой Армении